# Campeonato Europeu de Patinação Artística no Gelo de 1973
O Campeonato Europeu de Patinação Artística no Gelo de 1973 foi a sexagésima quinta edição do Campeonato Europeu de Patinação Artística no Gelo, um evento anual de patinação artística no gelo organizado pela União Internacional de Patinação (em inglês:  International Skating Union) onde os patinadores artísticos competem pelo título de campeão europeu. A competição foi disputada entre os dias 6 de fevereiro e 11 de fevereiro, na cidade de Colônia, Alemanha Ocidental.

## Eventos
- Individual masculino
- Individual feminino
- Duplas
- Dança no gelo

## Medalhistas
| Evento                        | Ouro                                                      | Prata                                               | Bronze                                                 |
| Individual masculino detalhes | Ondrej Nepela · Tchecoslováquia                           | Sergei Chetverukhin · União Soviética               | Jan Hoffmann · Alemanha Oriental                       |
| Individual feminino detalhes  | Christine Errath · Alemanha Oriental                      | Jean Scott · Reino Unido                            | Karin Iten · Suíça                                     |
| Duplas detalhes               | Irina Rodnina · Alexander Zaitsev · União Soviética       | Liudmila Smirnova · Alexei Ulanov · União Soviética | Almut Lehmann · Herbert Wiesinger · Alemanha Ocidental |
| Dança no gelo detalhes        | Liudmila Pakhomova · Alexander Gorshkov · União Soviética | Angelika Buck · Erich Buck · Alemanha Ocidental     | Hilary Green · Glyn Watts · Reino Unido                |

## Resultados

### Individual masculino
| Pos.              | Nome                | Nacionalidade      |
| ----------------- | ------------------- | ------------------ |
| Medalha de ouro   | Ondrej Nepela       | Tchecoslováquia    |
| Medalha de prata  | Sergei Chetverukhin | União Soviética    |
| Medalha de bronze | Jan Hoffmann        | Alemanha Oriental  |
| 4                 | John Curry          | Reino Unido        |
| 5                 | Sergei Volkov       | União Soviética    |
| 6                 | Yuri Ovchinnikov    | União Soviética    |
| 7                 | László Vajda        | Hungria            |
| 8                 | Jacques Mrozek      | França             |
| 9                 | Daniel Höner        | Suíça              |
| 10                | Zdeněk Pazdírek     | Tchecoslováquia    |
| 11                | Frantisek Pechar    | Tchecoslováquia    |
| 12                | Erich Reifschneider | Alemanha Ocidental |
| 13                | Günther Hilgarth    | Áustria            |
| 14                | Michael Fish        | Reino Unido        |
| 15                | Robin Cousins       | Reino Unido        |
| 16                | Jacek Tascher       | Polônia            |
| 17                | Rolando Bargaglia   | Itália             |
| 18                | Gheorghe Fazekas    | Romênia            |
| 19                | Rob Ouwerkerk       | Países Baixos      |
| 20                | Silvo Svajger       | Iugoslávia         |

### Individual feminino
| Pos.              | Nome                | Nacionalidade      |
| ----------------- | ------------------- | ------------------ |
| Medalha de ouro   | Christine Errath    | Alemanha Oriental  |
| Medalha de prata  | Jean Scott          | Reino Unido        |
| Medalha de bronze | Karin Iten          | Suíça              |
| 4                 | Liana Drahová       | Tchecoslováquia    |
| 5                 | Gerti Schanderl     | Alemanha Ocidental |
| 6                 | Dianne de Leeuw     | Países Baixos      |
| 7                 | Maria McLean        | Reino Unido        |
| 8                 | Anett Pötzsch       | Alemanha Oriental  |
| 9                 | Cinzia Frosio       | Itália             |
| 10                | Sonja Balun         | Áustria            |
| 11                | Marina Sanaya       | União Soviética    |
| 12                | Marie-Claude Bierre | França             |
| 13                | Susanne Altura      | Áustria            |
| 14                | Tatiana Oleneva     | União Soviética    |
| 15                | Lise-Lotte Öberg    | Suécia             |
| 16                | Helena Gazvoda      | Iugoslávia         |
| 17                | Manuele Bertele     | Itália             |
| 18                | Tarja Nasi          | Finlândia          |
| 19                | Sophie Verlaan      | Países Baixos      |
| 20                | Urszula Zielińska   | Polônia            |
| 21                | Ágnes Erős          | Hungria            |
| 22                | Hanne Jensen        | Dinamarca          |
| WD                | Donna Walter        | Suíça              |

### Duplas
| Pos.              | Nome                              | Nacionalidade      |
| ----------------- | --------------------------------- | ------------------ |
| Medalha de ouro   | Irina Rodnina / Alexander Zaitsev | União Soviética    |
| Medalha de prata  | Liudmila Smirnova / Alexei Ulanov | União Soviética    |
| Medalha de bronze | Almut Lehmann / Herbert Wiesinger | Alemanha Ocidental |
| 4                 | Manuela Groß / Uwe Kagelmann      | Alemanha Oriental  |
| 5                 | Irina Cherniaeva / Vasili Blagov  | União Soviética    |
| 6                 | Romy Kermer / Rolf Österreich     | Alemanha Oriental  |
| 7                 | Karin Kunzle / Christian Kunzle   | Suíça              |
| 8                 | Florence Cahn / Jean-Roland Racle | França             |
| 9                 | Ursula Nemec / Michael Nemec      | Áustria            |
| 10                | Teresa Skrzek / Piotr Sczypa      | Polônia            |
| 11                | Corinna Halke / Eberhard Rausch   | Alemanha Ocidental |
| 12                | Ilona Urbanova / Alex Zach        | Tchecoslováquia    |

### Dança no gelo
| Pos.              | Nome                                    | Nacionalidade      |
| ----------------- | --------------------------------------- | ------------------ |
| Medalha de ouro   | Liudmila Pakhomova / Alexander Gorshkov | União Soviética    |
| Medalha de prata  | Angelika Buck / Erich Buck              | Alemanha Ocidental |
| Medalha de bronze | Hilary Green / Glyn Watts               | Reino Unido        |
| 4                 | Janet Sawbridge / Peter Dalby           | Reino Unido        |
| 5                 | Tatiana Voitiuk / Viacheslav Zhigalin   | União Soviética    |
| 6                 | Diana Skotnická / Martin Skotnický      | Tchecoslováquia    |
| 7                 | Irina Moiseeva / Andrei Minenkov        | União Soviética    |
| 8                 | Matilde Ciccia / Lamberto Ceserani      | Itália             |
| 9                 | Rosalind Druce / David Barker           | Reino Unido        |
| 10                | Krisztina Regőczy / András Sallay       | Hungria            |
| 11                | Anne-Claude Wolfers / Roland Mars       | França             |
| 12                | Teresa Weyna / Piotr Bojanczyk          | Polônia            |
| 13                | Sylvia Fuchs / Michael Fuchs            | Alemanha Ocidental |
| 14                | Astrid Kopp / Axel Kopp                 | Alemanha Ocidental |
| 15                | Ewa Kolodziej / Tadeusz Góra            | Polônia            |
| 16                | Gerda Bühler / Mathis Bächi             | Suíça              |
| 17                | Claude Couste / Eric Couste             | França             |

## Quadro de medalhas
| Ordem | País               | Medalha de ouro | Medalha de prata | Medalha de bronze |    | Ordem por total |
| ----- | ------------------ | --------------- | ---------------- | ----------------- | -- | --------------- |
| 1     | União Soviética    | 2               | 2                |                   | 4  | 1               |
| 2     | Alemanha Oriental  | 1               |                  |                   | 1  | 4               |
| 2     | Tchecoslováquia    | 1               |                  |                   | 1  | 4               |
| 4     | Reino Unido        |                 | 1                | 2                 | 3  | 2               |
| 5     | Alemanha Ocidental |                 | 1                | 1                 | 2  | 3               |
| 6     | Suíça              |                 |                  | 1                 | 1  | 4               |
| TOTAL | TOTAL              | 4               | 4                | 4                 | 12 | —               |